# DPY30
DPY30 (англ. Dpy-30, histone methyltransferase complex regulatory subunit) – білок, який кодується однойменним геном, розташованим у людей на 2-й хромосомі. Довжина поліпептидного ланцюга білка становить 99 амінокислот, а молекулярна маса — 11 250.
| 10         |  | 20         |  | 30         |  | 40         |  | 50         |
| ---------- |  | ---------- |  | ---------- |  | ---------- |  | ---------- |
| MEPEQMLEGQ |  | TQVAENPHSE |  | YGLTDNVERI |  | VENEKINAEK |  | SSKQKVDLQS |
| LPTRAYLDQT |  | VVPILLQGLA |  | VLAKERPPNP |  | IEFLASYLLK |  | NKAQFEDRN  |

A: Аланін

D: Аспарагінова кислота

E: Глутамінова кислота

F: Фенілаланін

G: Гліцин

H: Гістидин

I: Ізолейцин

K: Лізин

L: Лейцин

M: Метіонін

N: Аспарагін

P: Пролін

Q: Глутамін

R: Аргінін

S: Серин

T: Треонін

V: Валін

Кодований геном білок за функціями належить до регуляторів хроматину, фосфопротеїнів. 
Задіяний у таких біологічних процесах, як транскрипція, регуляція транскрипції, ацетилювання. 
Локалізований у ядрі, апараті гольджі.